# Gegant del Romaní
El Gegant del Romaní, de nom Aixa, és un personatge de la mitologia valenciana de cabells de romaní que espera dins un pou o avena. De fet, el romer era la seua cabellera i si algú, home o dona, volia arrancar el romer, cridava com un boig: “Si m'estires els cabells, me n'isc amb ells!” i, així ho feia i s'enduia l'home o dona per l'avena.
Francesc Gisbert el descriu com un personatge negre, alt, gros i immens, amb poders meravellosos. Segresta jovenets com també ho fa l'Ogre de la Caputxa Negra, i viu a un castell amb una princesa.